# Щэл1
ЩЭЛ1 (Щ-ЭЛ-1, первоначально ЯГ № 1, потом Гэ1 и Юэ002) — один из двух первых в мире действующих магистральных тепловозов. Построен по проекту инженера Я. М. Гаккеля. Первый в мире тепловоз с тележечным экипажем. Автором проекта кузова, а также детальной проработки ходовой (экипажной) части был главный инженер Путиловского завода профессор А. С. Раевский.

## Проектирование и постройка
Проектирование тепловоза системы профессора Якова Модестовича Гаккеля началось в 1921 году, когда профессор Д. Б. Самойленко-Гольдман предложил ему разработать локомотив с авиационным двигателем внутреннего сгорания и электрической передачей. Я. М. Гаккель указал на невыгодность подобной системы и предложил разработать дизель-электровоз (тепловоз). Первый проект тепловоза с дизельным двигателем мощностью 600 л. с завода Нобеля, был представлен Гаккелем в мае 1921 г. в Высший технический комитет НКПС. Этот проект вызвал ряд возражений. Затем Гаккель представил проект тепловоза на рассмотрение профессоров В. Ф. Миткевича, М. А. Шателена и Г. О. Графтио, которые отметили, что он заслуживает внимания. Благодаря их поддержке несколько измененный проект тепловоза был рассмотрен 4 июня 1921 г. Госпланом под председательством Г. М. Кржижановского.
На основании решения Госплана был образован комитет при Высшем совете народного хозяйства по изучению и проектированию дизелевозов. Председателем этого комитета стал профессор Н. Л. Щукин, членами являлись профессора А. В. Вульф, Я. М. Гаккель, Г. О. Графтио, В. Ф. Миткевич, Б. М. Ошурков, А. С. Раевский, Д. Б. Самойленко-Гольдман и др. В сентябре 1921 г. Гаккель представил комитету проект дизель-электровоза с двигателем Виккерса мощностью 1000 л. с. Проект был изучен и в феврале 1922 г. вместе со сметой передан в Госплан. Профессор Я. М. Гаккель указывал в январе 1922 г., что ни в Европе, ни в Америке еще не созданы такие мощные тепловозы, и инженеры в России ставят себе задачу построить и ввести в жизнь дизель-злектровозы, не ожидая, когда они появятся за границей.
О проекте тепловоза Г. М. Кржижановский доложил В. И. Ленину, который, оценив всю важность проекта, распорядился немедленно ассигновать необходимые средства на постройку тепловоза. Организация постройки была поручена Теплотехническому институту и НКПС. В июле 1922 г. по постановлению Совета Труда и Обороны был открыт кредит на постройку, а при Теплотехническом институте организовано бюро по постройке тепловоза системы Я. М. Гаккеля во главе с техническим советом . В этот совет под председательством профессора Н. Л. Щукина вошли в основном члены комитета по дизелевозам. Бюро привлекло к работе технические отделы заводов: «Красный путиловец» — для проектирования ходовых частей, Балтийского и Невского судостроительных — для установки дизеля и «Электрик» (бывш. «Дека») — для проектирования тяговых электродвигателей.
В конце 1922 г. началось рабочее проектирование тепловоза. 19 декабря 1922 года на заводе «Электрик» в Петрограде началась постройка тяговых двигателей; 20 января 1923 г. — постройка основной рамы кузова и тележек на заводе «Красный путиловец»; 23 июля 1923 г — постройка кузова на Балтийском судостроительном заводе. Для экономии средств при постройке тепловоза использовали дизель и электрогенераторы, изготовленные для подводных лодок.
При изготовлении тепловоза дизель был предварительно установлен на стенде и испытан в августе 1923 года. 21 июня 1924 года на Балтийском заводе в Ленинграде были проведены первые испытания тепловоза, без постановки его на тяговые тележки, только с установкой заводских тележек и подпорок. Пуск двигателя производился электрическим током от заводской сети, от включения стартёра до запуска двигателя прошло 18 секунд. При этом из 10 цилиндров работали только 4, двигатель развил скорость вращения 380 оборотов в минуту и работал без сбоев. Тележки, изготовленные Путиловским заводом, были в тот же день испытаны подачей тока на тяговые электродвигатели с холостым вращением. По итогам испытаний был составлен список недочётов, которые предполагалось исправить в течение ближайших месяцев и передать его для испытаний на пути Октябрьской железной дороги.
Первый выход тепловоза на пути Балтийского судостроительного завода был официально зарегистрирован 5 августа 1924 года, присутствовали официальные представители города Петрограда, журналисты, рабочие завода, а на передней тормозной площадке стояли создатели машины, в том числе и сам Яков Модестович Гаккель.

## Обозначение
При постройке тепловоза на его буферном брусе был нанесен литер: ЯГ № 1. НКПС присвоил тепловозу обозначение ЮЭ002: с Электропередачей, порядковый номер второй (первый был присвоен строившемуся в Германии тепловозу Юэ001 конструкции профессора Ю. В. Ломоносова, впоследствии объявленного врагом СССР и не вернувшегося на родину. После этого тепловоз Ломоносова стал обозначаться Ээл2, а Гаккеля — Гэ1 в честь конструктора). Буква Ю была выбрана потому, что не присваивалась до этого никаким другим локомотивам.
Обозначение тепловоза менялось ещё дважды: на Щ-эл-1 — после невозвращения в СССР Ломоносова, а позже на ЩЭЛ1. Литера Щ говорит о соответствии локомотива по мощности паровозу серии Щ.

## Технические данные
- Конструкционная скорость — 75 км/ч.
- Мощность — 800 л. с.[7]
- Максимальная сила тяги на ободе колёс — 22 т.
- Минимальный радиус проходимых кривых — 150 м.
- Полная масса тепловоза — 180 т.
- Нагрузка на движущие оси — 160 т.
- Нагрузка на бегунковые оси — 20 т.
- Запас топлива — 8 т.
- Запас воды — 2 т.
- Запас масла — 1 т.

## Конструкция

### Механическая часть
Тепловоз состоял из кузова вагонного типа, опиравшегося на три четырехосные тележки. Первая колёсная пара передней тележки и последняя колёсная пара задней тележки были бегунковыми, 10 остальных колёсных пар — движущими. Диаметр движущих колёс составлял 1050 мм, бегунковых — 950 мм. На концах оси каждой колёсной пары находились две буксы с подшипниками скольжения. На буксы колёсных пар через надбуксовые листовые рессоры опиралась рама тележки. У всех тележек рессоры каждых двух соседних колёсных пар соединялись продольными балансирами. Балансиры между движущими колёсными парами были выполнены в виде листовых рессор, а между движущей и бегунковой колёсными парами — в виде брусков.
Каждая движущая колёсная пара имела индивидуальный тяговый привод, т.е. приводилась во вращение отдельным тяговым электродвигателем. Тяговый двигатель вращал ось колёсной пары через одностороннюю жёсткую прямозубую зубчатую передачу с передаточным числом 4,625. Подвешивание тяговых двигателей — опорно-осевое ("трамвайное"). Тяговые и тормозные усилия от тепловоза на состав передавались только через тележки, поэтому тележки были соединены продольными тягами. Главная рама кузова тепловоза опиралась на каждую тележку через 4 листовые рессоры и 4 скользящие опоры. Передача горизонтальных усилий от кузова на тележку осуществлялась через шкворни. При этом средняя тележка могла перемещаться под кузовом в поперечном направлении, а две крайние тележки — в продольном.
Тепловоз Гаккеля стал первым отечественным локомотивом тележечного типа, подобно большинству последующих электровозов и тепловозов. Применение трёх тележек и тройного рессорного подвешивания, предложенных профессором А. С. Раевским, объяснялось значительной длиной и массой тепловоза, а также стремлением снизить воздействие вибраций дизеля на рельсовый путь.

### Дизель
Дизельный двигатель — десятицилиндровый, четырёхтактный, бескомпрессорный, завода Виккерса, построенный в 1916 году для подводной лодки «Лебедь». Максимальная мощность дизеля — 1030 л.с. (при частоте вращения вала 395 об/мин); диаметр цилиндров — 368 мм; ход поршня — 381 мм; масса дизеля — 33 т. Дизель не имел воздушного компрессора; топливо в его цилиндры подавалось механическим пульверизатором. Пуск дизеля осуществлялся одним из тяговых генераторов, работавшим в режиме стартёра. Для этого генератор при запуске подключался к аккумуляторной батарее. От вала дизеля приводились во вращение валы двух тяговых генераторов и возбудителей, а также, через ременные передачи, четыре вентилятора холодильников.

### Электрооборудование
Передача вращения от коленчатого вала дизеля к колёсным парам тепловоза осуществлялась через электрическую передачу постоянного тока. Дизель вращал валы двух тяговых генераторов, построенных рижским заводом "Вольта" для подводных лодок. Генераторы вырабатывали постоянный ток для питания десяти тяговых электродвигателей. Напряжение генератора — 30...380 В, максимальный ток — 1500 А; число главных полюсов — 10; число дополнительных полюсов — 10; масса (вместе с возбудителем) — 8,3 т; охлаждение — воздушное принудительное. Для питания обмотки возбуждения генератора на каждом генераторе был установлен отдельный генератор постоянного тока — возбудитель. Якорь возбудителя находился на конце вала тягового генератора. В зависимости от условий работы тяговых двигателей тяговые генераторы можно было соединять последовательно либо параллельно. Параллельное соединение генераторов позволяло получить ток до 3000 А при напряжении до 380 В, последовательное соединение — ток до 1500 А при напряжении до 760 В.
В режиме тяги тяговые генераторы питали постоянным током 10 тяговых электродвигателей типа ПТ-100, спроектированных под руководством инженера А. Е. Алексеева. Номинальная мощность каждого двигателя составляла 100 кВт, суммарная максимальная мощность тяговых двигателей — 1000 кВт. Тяговые двигатели были постоянно соединены параллельно, как и на большинстве последующих отечественных тепловозов.
Управление электрической передачей тепловоза осуществлялось с помощью контроллера машиниста, установленного в каждой кабине машиниста. Контроллер имел реверсивную рукоятку и штурвал для регулирования тока возбуждения возбудителей тяговых генераторов (схема Вард-Леонарда).
Питание низковольтных цепей тепловоза осуществлялось постоянным током напряжением 110 В от возбудителя (отдельного вспомогательного генератора тепловоз не имел). При остановленном дизеле низковольтные цепи питались от аккумуляторной батареи. Эта же батарея используется для запуска дизеля. При работающем дизеле батарея заряжалась от возбудителя. Ёмкость батареи — 600 Ач, масса — 7 т. Для получения сжатого воздуха на тепловозе использовался компрессор с приводом от электродвигателя.

## Испытания и эксплуатация
В начале сентября 1924 г. ЮЭ002 был готов к отправке в Москву, но 23 сентября помешало наводнение, повредившее электрооборудование тепловоза. Все тяговые двигатели тепловоза были пропитаны водой, потребовалось восстановить их изоляцию и некоторое другое оборудование тепловоза. Только 4 ноября восстановленный Щ-эл1 был переправлен на погрузочные пути Гутуевского острова, откуда 6 ноября прибыл на станцию Ленинград-1 и был помещён в депо 1-го участка службы тяги Октябрьской железной дороги. В свой первый рейс по Октябрьской железной дороге тепловоз вышел 7 ноября, проехав до станции Обухово и обратно. 5 января 1925 года отправился из Ленинграда и через Тихвин, Вологду и Ярославль проследовал в Москву, куда впервые прибыл 16 января 1925 года, ведя за собой тысячетонный состав.
30 декабря 1925 года тепловоз был принят приёмочной комиссией НКПС и начал работать с грузовыми поездами на участке Люблино — Курск Московско-Курской железной дороги. Это была первая отечественная хозяйственная эксплуатация тепловоза. В феврале 1926 года около станции Люблино для него была создана тепловозная база. Пробег тепловоза в 1926 году составил всего 7500 км из-за частых простоев в ремонте. Особенно много неисправностей приходилось на дизель и электрооборудование. В том же году завод "Красный путиловец" внес ряд изменений в конструкцию тепловоза. В декабре 1927 года постановлением тепловозной комиссии НКПС тепловоз из-за частых ремонтов был снят с поездной работы. К этому времени его пробег составил 40000 км.
В 1931 году все опытные тепловозы из тепловозной базы Люблино направили в депо Ашхабад Среднеазиатской железной дороги, но данный тепловоз оставили для планировавшейся переделки. На нём планировали применить пневматический пуск дизеля вместо электрического, отремонтировать тяговые двигатели и повысить передаточное число зубчатых передач от тяговых двигателей на колёсные пары (с 4,625 на 5,15). Однако эти изменения внесены не были и с 1934 года тепловоз стал использоваться в качестве электростанции на Южной железной дороге.
В 1940 году было предложено снова использовать этот тепловоз как локомотив, для чего были предложены два варианта модернизации. По проекту профессора Гаккеля планировалось укоротить кузов тепловоза с 22,76 м до 16,48 м, убрать из-под кузова центральную тележку, а также оборудовать тепловоз газогенераторной установкой и дизелем 38-КФ-8 Коломенского завода, работающим на газе. По проекту инженера В. А. Ракова планировалось переделать тепловоз в маневровый электровоз для надвига составов на сортировочную горку. Для этого планировалось снять с тепловоза дизель и генераторы, заменить колёсно-моторные блоки на колёсно-моторые блоки электросекций Сд и установить необходимую электроаппаратуру. Начавшаяся в 1941 году Великая Отечественная война помешала осуществить эти планы; тепловоз был в том же году отправлен на экспериментальное кольцо ВНИИЖТ и больше не эксплуатировался. В 1967 году тепловоз экспонировался на выставке "Техника железных дорог СССР" на Рижском вокзале.

## Музейный экспонат

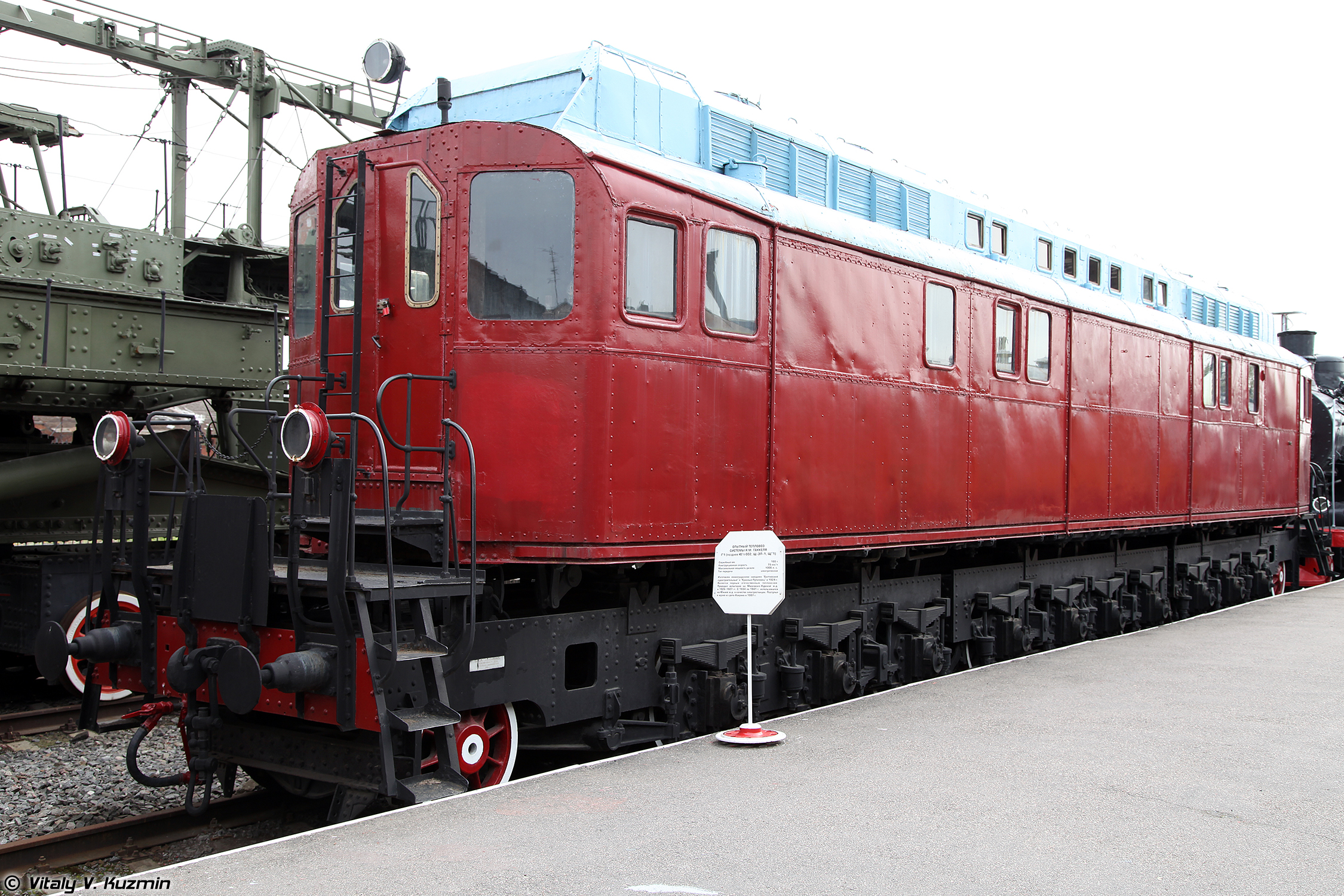
Г^{э}№001 в Санкт-Петербурге, 2015 год

В 1972 году тепловоз был установлен на постаменте в депо Ховрино Октябрьской железной дороги.
В 1997 году передан в железнодорожный музей Варшавского вокзала в Санкт-Петербурге.
С 2017 года — Музей железных дорог России в Санкт-Петербурге.

## Документалистика
- Магистральный тепловоз Гаккеля. Документальный фильм из цикла «Первые в мире». ООО «Голд Медиум» по заказу ВГТРК. 3 августа 2019.  13 мин. Россия-Культура.